# Televizijski toranj Berlin
Televizijski toranj Berlin (Fernsehturm Berlin) je televizijski toranj u središtu glavnog njemačkog grada Berlina. 
Toranj je izgrađen u blizini Alexanderplatza 1969. nakon 4 godine gradnje. Poticaj gradnji dala je Vlada tadašnje Istočne Njemačke, koja je Berlin željela učiniti poznatim po ovom tornju. Ovaj je toranj danas jedan od simbola Berlina. Zbog iznimne visine vidljiv je u cijelom središtu i nekim drugim dijelovima grada. Jedna je od najviših građevina u Njemačkoj.